# Bryophyllum
Bryophyllum  es una sección del género Kalanchoe, son plantas suculentas pertenecientes a  la familia Crassulaceae. Nativas de Sudáfrica, Madagascar y Asia.

## Descripción
Hierbas perennes, arbustos rastreros o arbustos, suculentos, generalmente con tallo erecto. Hojas opuestas, decusadas o verticiladas, simples o lobuladas a pinnatífidas o a veces pinnadas, generalmente pecioladas, raramente sésiles, planas o, a veces cilíndricas, crenadas, suculentas. Inflorescencia terminal o axilar, por lo general corimbosa, suelta a densa, con pocas a muchas flores, rara vez en panoja. Flores pediceladas, generalmente pendulares, bisexual, amplia de colores brillantes. Cáliz tubular, 4 lóbulos, rara vez libres, generalmente connados continuación. Corola tubular, claramente 4 de ángulo, lóbulos ovales, triangulares, ovaladas-lancoelate veces constreñida. Estambres 8, en dos verticilos, adnado a la corola del tubo. Los folículos 4. Semillas oblongas o obovoides con tegumento ruguloso.

## Taxonomía
Bryophyllum fue descrito por Richard Anthony Salisbury  y publicado en The Paradisus Londinensis pl. 3. 1805.
Etimología
Bryophyllum: nombre genérico que proviene del  griego: bryo, que significa "brotar" y phyllon, que significa "hoja", haciendo referencia a la reproducción asexual de estas plantas mediante propágulos que surgen en las hojas.

## Especies
- Kalanchoe adelae Raym.-Hamet
- Kalanchoe ambolensis Humbert
- Kalanchoe beauverdii Raym.-Hamet
- Kalanchoe bergeri Raym.-Hamet & H.Perrier
- Kalanchoe bogneri Rauh
- Kalanchoe bouvetii Raym.-Hamet & H.Perrier
- Kalanchoe campanulata  (Baker) Baill.
- Kalanchoe curvula Desc.
- Kalanchoe cymbifolia Desc.
- Kalanchoe daigremontiana Raym.-Hamet & H.Perrier
- Kalanchoe delagoensis Eckl. & Zeyh.
- Kalanchoe fedtschenkoi Raym.-Hamet & H.Perrier
- Kalanchoe gastonis-bonnieri Raym.-Hamet & H.Perrier
- Kalanchoe germanae Raym.-Hamet ex Raadts
- Kalanchoe laetivirens Desc.
- Kalanchoe laxiflora Baker
- Kalanchoe macrochlamys H.Perrier
- Kalanchoe manginii Raym.-Hamet & H.Perrier
- Kalanchoe marnieriana Hermann Jacobsen
- Kalanchoe miniata Hils. & Bojer ex Tul.
- Kalanchoe pinnata (Lam.) Pers.
- Kalanchoe poincarei Raym.-Hamet & H.Perrier
- Kalanchoe prolifera (Bowie ex Hook.) Raym.-Hamet
- Kalanchoe pseudocampanulata Mannoni & Boiteau
- Kalanchoe pubescens Baker
- Kalanchoe rolandi-bonapartei Raym.-Hamet & H.Perrier
- Kalanchoe rosei Raym.-Hamet & H.Perrier
- Kalanchoe rubella (Baker) Raym.-Hamet & H.Perrier
- Kalanchoe sanctula Desc.
- Kalanchoe schizophylla (Baker) Baill.
- Kalanchoe serrata Mannoni & Boiteau
- Kalanchoe streptantha Baker
- Kalanchoe suarezensis H.Perrier
- Kalanchoe uniflora (Stapf) Raym.-Hamet
- Kalanchoe waldheimii Raym.-Hamet & H.Perrier